# Mertensophryne lindneri
Mertensophryne lindneri és una espècie d'amfibi que viu a Malawi, Moçambic i Tanzània.
Està amenaçada d'extinció per la pèrdua del seu hàbitat natural.